# Nauru na Igrzyskach Wspólnoty Narodów 2006
Reprezentacja Nauru na Igrzyskach Wspólnoty Narodów 2006 liczyła 8 zawodników (5 mężczyzn i 3 kobiety). Nauru zdobyło 2 medale (1 srebrny i 1 brązowy).
Był to piąty start tego państwa na Igrzyskach Wspólnoty Narodów (pierwszy raz reprezentacja wystartowała w 1990 roku w Auckland).

## Zdobyte medale
| Medal                | Zawodnik             | Konkurencja                        | Rezultat             |
| Podnoszenie ciężarów | Podnoszenie ciężarów | Podnoszenie ciężarów               | Podnoszenie ciężarów |
| -------------------- | -------------------- | ---------------------------------- | -------------------- |
| Srebro               | Sheba Deireragea     | do 75 kilogramów kobiet - dwubój   | 202 kg               |
| Brąz                 | Itte Detenamo        | + 105 kilogramów mężczyzn - dwubój | 360 kg               |

## Skład reprezentacji

### Podnoszenie ciężarów
Mężczyźni
| Zawodnik            | Kat. wagowa | Dwubój (kg) | Dwubój (kg) |
| Zawodnik            | Kat. wagowa | Wynik       | Miejsce     |
| ------------------- | ----------- | ----------- | ----------- |
| Starron Dowabobo    | -56 kg      | 220         | 6           |
| Ika Aliklik         | - 62 kg     | 216         | 15          |
| Jalon Renos Doweiya | - 69 kg     | 255         | 10          |
| Yukio Peter         | - 77 kg     | -           | -           |
| Itte Detenamo       | + 105 kg    | 360         | 3           |

Kobiety
| Zawodniczka      | Kat. wagowa | Dwubój (kg) | Dwubój (kg) |
| Zawodniczka      | Kat. wagowa | Wynik       | Miejsce     |
| ---------------- | ----------- | ----------- | ----------- |
| Suzanne Hiram    | - 48 kg     | 140         | 6           |
| Sheba Deireragea | - 75 kg     | 202         | 2           |
| Sheeva Peo       | + 75 kg     | 215         | 4           |